# John Charles Polanyi
John Charles Polanyi (* 23. ledna 1929, Berlín) je kanadský chemik německého původu.

## Práce
Cílem jeho výzkumu se stala zejména reakční kinetika, kde se mu podařilo vyvinout metody ke sledování velice rychlých reakcí. A právě za výzkum dynamiky základních chemických procesů metodou zkřížených molekulových svazků získal roku 1986 Nobelovu cenu společně s D. R. Herschbachem a Y. T. Lee.

## Životopis
Polanyi sa narodil v Berlíně jako syn maďarského chemika Michaela Polanyiho. Rodina sa v roku 1933 odstěhovala do Anglie, kde Polanyi studoval na Univerzitě v Manchesteru. V roce 1952 získal doktorát.
V témže roce emigroval do Kanady, kde pracoval v Národním výzkumném úřadě. V roce 1956 odešel studovat na Univerzitu v Torontě, kde působil do roku 1974 jako profesor.